# Piñel de Abajo (kommunhuvudort)
Piñel de Abajo är en kommunhuvudort i Spanien.   Den ligger i provinsen Provincia de Valladolid och regionen Kastilien och Leon, i den centrala delen av landet, 140 km norr om huvudstaden Madrid. Piñel de Abajo ligger 790 meter över havet och antalet invånare är 189.
Terrängen runt Piñel de Abajo är huvudsakligen platt, men åt sydost är den kuperad. Runt Piñel de Abajo är det glesbefolkat, med 8 invånare per kvadratkilometer. Närmaste större samhälle är Peñafiel, 8,5 km söder om Piñel de Abajo. Trakten runt Piñel de Abajo består till största delen av jordbruksmark.